# Giniphargus pulchellus
Giniphargus pulchellus is een vlokreeftensoort uit de familie van de Paramelitidae. De wetenschappelijke naam van de soort is voor het eerst geldig gepubliceerd in 1899 door Sayce.